# Szent Mihály és Gábriel arkangyalok fatemplom (Hotinka)
A hotinkai fatemplom műemlékké nyilvánított épület Romániában, Máramaros megyében. A romániai műemlékek jegyzékében az MM-II-m-A-04585 sorszámon szerepel.